# Souphi (gmina)
Souphi – gmina (khum) w północno-zachodniej Kambodży, w zachodniej części prowincji Bântéay Méanchey, w dystrykcie ’Âor Chrŏu. Stanowi jedną z 9 gmin dystryktu.

## Miejscowości
Na obszarze gminy położonych jest 5 miejscowości:
- Souphi Cheung
- Souphi Kandal
- Souphi Tboung
- Kouk Chak
- Kouk Prich Chak Thmey